# Bergtjärnen (Sorsele socken, Lappland, 724232-158847)
Bergtjärnen är en sjö i Sorsele kommun i Lappland och ingår i Umeälvens huvudavrinningsområde.